# Rudolf Maeglin (Künstler)

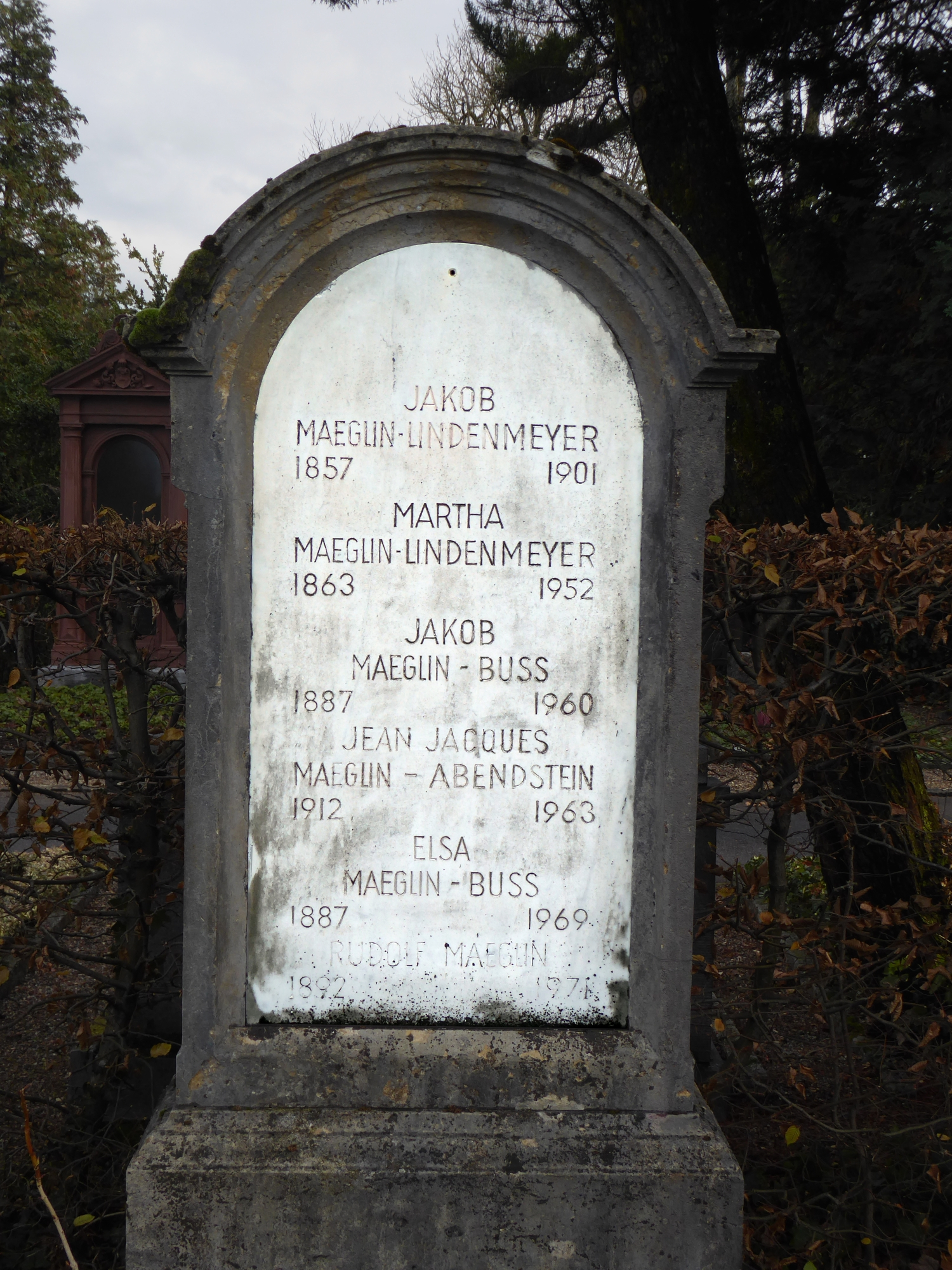
Familiengrab Mäglin auf dem Friedhof Wolfgottesacker in Basel

Rudolf Maeglin (* 24. Dezember 1892 in Basel; † 2. April 1971 ebenda) war ein Schweizer Maler, Zeichner und Holzschneider.

## Leben
Rudolf Maeglin stammte aus grossbürgerlichen Verhältnissen, sein Vater war Weinhändler, die Mutter kam aus einer Familie von Basler Seidenfabrikanten. Nach der Maturität studierte er zunächst Medizin, machte 1918 das Staatsexamen und assistierte dann am Genfer Kantonsspital. 1919 gab er den Arztberuf auf und wurde Künstler. 1921 bereiste er Italien. Ab 1922 lebte er in Paris, besuchte die Kunstakademien Grande Chaumière und Colarossi, machte Reisen in die Bretagne und nach Spanien. 1927 kehrte er zurück nach Basel, wo er sich als Hilfsarbeiter auf Baustellen und in der chemischen Industrie betätigte. Allein Motiven aus dieser Arbeitswelt widmete er fortan sein künstlerisches Werk. 
1933 war er Gründungsmitglied der antikonservativen Basler Künstlervereinigung «Gruppe 33». Er war mit Carlo König befreundet und arbeitete mit ihm an gemeinsamen Projekten.
Ab 1936 arbeitete Maeglin freischaffend. Er fertigte vorwiegend Holzschnitte und wurde später Mitglied der Holzschneider-Vereinigung XYLON.
Ab 1947 bis zu seinem Tod wohnte er in einem Atelierhaus an der Bändelgasse 5 im Basler Arbeiterquartier in Kleinhüningen, das ihm der Architekt Ernst Egeler, ebenfalls Mitglied der «Gruppe 33», gebaut hatte. Einige seiner Werke, u. a. die drei Fresken von 1955 für das Sandgrubenschulhaus I oder die drei Glasbilder Farbarbeiter im Treppenhaus West des Arbeitsamtes in Basel von 1967, gingen als Sieger aus den Wettbewerben des Kunstkredits Basel-Stadt hervor.

## Werkauswahl
- 1955: Wandgemälde im Sandgrubenschulhaus, Basel
- 1966–1968: Drei Glasfenster im Treppenhaus des Kantonalen Arbeitsamtes in der Utengasse Basel (Auftrag des Kunstkredits Basel-Stadt)[2]

## Ausstellungen
- Beteiligung an den wichtigsten Ausstellungen der «Gruppe 33»
- 1970: Doppelausstellung mit Paul Camenisch in der Kunsthalle Basel
- 1986/1987: Einzelausstellung Schweizerisches Architekturmuseum, Basel
- 2012: Einzelausstellung im Kunsthaus Zug[3][4]
- 2021: Ausstellung von Maeglins Werken in drei Basler Galerien: Galerie Knoell, Galerie Nicolas Krupp und Galerie Mueller